# Соль-бемоль мажор
Соль-бемоль мажор (G-flat major, Ges-dur) — мажорна тональність, тонікою якої є звук соль-бемоль. Гама соль-бемоль мажор містить звуки: 
 соль♭ - ля♭ - сі♭ - до♭ - ре♭ - мі♭ - фа
 G♭ - A♭ - B♭ - C♭ - D♭ - E♭ - F.
Паралельна тональність — мі-бемоль мінор, однойменний мінор — (енгармонічно рівний) фа-дієз мінор. Соль-бемоль мажор має шість бемолів біля ключа (сі-, мі-, ля-, ре-, соль-, до-).